# Jan Niklas
Jan Niklas (Monaco di Baviera, 15 ottobre 1947) è un attore tedesco, famoso soprattutto per aver partecipato a numerose miniserie televisive internazionali, tra le quali Pietro il Grande, La storia di Anna Frank e Anastasia - L'ultima dei Romanov, per la quale ha vinto un Golden Globe nel 1987.

## Biografia

### Giovinezza
Jan Niklas è nato il 15 ottobre 1947 a Pottenstein, vicino a Norimberga. Il suo vero nome è Niklas Kupferroth. Dopo aver frequentato la scuola a Londra ha studiato recitazione presso la Max Reinhardt Academy di Berlino.

### Carriera
Niklas fece la sua prima apparizione in televisione in un episodio della serie televisiva tedesca Squadra speciale K1. Dopo aver recitato in alcune miniserie televisive, Niklas ottenne celebrità recitando nel film Il colonnello Redl. Nel 1986 interpretò il ruolo del giovane zar Pietro I nella miniserie Pietro il Grande. Per la sua interpretazione Niklas ricevette la nomination al Golden Globe come miglior attore in una miniserie televisiva, venendo però sconfitto da James Woods (protagonista del film La promessa). Tuttavia, in quello stesso anno, la sua interpretazione nella miniserie Anastasia - L'ultima dei Romanov accanto a Amy Irving gli fece vincere un Golden Globe come miglior attore non protagonista. 

## Filmografia

### Cinema
- La 7 compagnia ha perso la guerra (Opération Lady Marlène), regia di Robert Lamoureux (1975)
- Ansichten eines Clowns, regia di Vojtech Jasný (1976)
- La formula (The Formula), regia di John G. Avildsen (1980)
- Fuga nella notte (Night Crossing), regia di Delbert Mann (1982)
- Il colonnello Redl (Colonel Redl), regia di István Szabó (1985)
- Loose Connections, regia di Richard Eyre (1985)
- The Rose Garden, regia di Fons Rademakers (1989)
- Doctor M., regia di Claude Chabrol (1990)
- Red Hot, regia di Paul Haggis (1993)
- La casa degli spiriti (The House of the Spirits), regia di Bille August (1993)
- Cenerentola a New York (Tafelspitz), regia di Xaver Schwarzenberger (1994)
- Jezerní královna, regia di Václav Vorlícek (1998)
- Intrigo a Berlino (Assignment Berlin), regia di Tony Randel (1998)
- Die Gottesanbeterin, regia di Paul Harather (2001)

### Televisione
- Ein besserer Herr, regia di Boy Gobert - film TV (1973)
- Squadra speciale K1 (Sonderdezernat K1) - serie TV, 1 episodio (1974)
- Das ohnmächtige Pferd, regia di Rolf von Sydow - film TV (1975)
- Der Katzensteg, regia di Peter Meincke - film TV (1975)
- 21 ore a Monaco (21 Hours at Munich), regia di William A. Graham - film TV (1976)
- L'ispettore Derrick (Derrick) - serie TV, episodi 3x09, 11x11 (1976-1984)
- Der Fall Winslow, regia di Michael Kehlmann - film TV (1977)
- Die Kette, regia di Rolf von Sydow - miniserie TV (1977)
- Das Männerquartett, regia di Michael Verhoeven - film TV (1978)
- Teerosen, regia di Rolf von Sydow - film TV (1978)
- Theodor Chindler - Die Geschichte einer deutschen Familie, regia di Hans W. Geissendörfer - miniserie TV (1979)
- Kabale und Liebe, regia di Heinz Schirk - film TV (1980)
- L'erede al trono (Der Thronfolger), regia di Oswald Döpke - miniserie TV (1980)
- Kinder, regia di Oswald Döpke - film TV (1981)
- Die Gerechten, regia di Frank Guthke - film TV (1981)
- Der Richter, regia di Stephan Meyer - film TV (1981)
- Verdi, regia di Renato Castellani - sceneggiato TV (1982)
- All for Love - serie TV, 1 episodio (1983)
- Kerbels Flucht, regia di Erwin Keusch - film TV (1984)
- Weltuntergang, regia di Imo Moszkowicz - film TV (1984)
- Pietro il Grande (Peter the Great), regia di Marvin J. Chomsky e Lawrence Schiller - miniserie TV (1986)
- Anastasia - L'ultima dei Romanov (Anastasia: The Mystery of Anna), regia di Marvin J. Chomsky - miniserie TV (1986)
- Befristeter Aufenthaltk, regia di Georg Madeja - film TV (1987)
- Brigada central 2 - La guerra blanca, regia di Pedro Masó - miniserie TV (1992)
- Blutige Spur, regia di Carlo Rola - film TV (1995)
- La dame du cirque, regia di Igaal Niddam - film TV (1996)
- Ein tödliches Vergehen, regia di Tony Randel - film TV (1996)
- Geisterstunde - Fahrstuhl ins Jenseits, regia di Rainer Matsutani e Sebastian Niemann - film TV (1997)
- Der letzte Zeuge - serie TV, 1 episodio (1998)
- Männer sind was Wunderbares - serie TV, 1 episodio (1998)
- Klinikum Berlin Mitte - Leben in Bereitschaft - serie TV, 1 episodio (2000)
- Wambo, regia di Jo Baier - film TV (2001)
- La storia di Anna Frank (Anne Frank: The Whole Story), regia di Robert Dornhelm - miniserie TV (2001)
- Gestern gibt es nicht, regia di Marco Serafini - film TV (2003)
- Rosemund Pilcher: Solstizio d'inverno (Winter Solstice), regia di Martyn Friend - film TV (2003)
- Verità nascosta (Plain Truth), regia di Paul Shapiro - film TV (2004)
- Rosemund Pilcher: Solstizio d'estate (Summer Solstice), regia di Giles Foster - film TV (2005)
- Tatort - serie TV, 2 episodi (2005-2006)
- Die Zeit, die man Leben nennt, regia di Sharon von Wietersheim - film TV (2008)

## Doppiatori italiani
Nelle versioni in italiano dei suoi film, Jan Niklas è stato doppiato da:
- Cesare Barbetti in Il colonnello Redl
- Massimo Rinaldi in La casa degli spiriti
- Sergio Graziani in Pietro il Grande
- Gino La Monica in Anastasia - L'ultima dei Romanov
- Stefano De Sando in Rosemund Pilcher: Solstizio d'inverno